# Crónicas de un pueblo
Crónicas de un pueblo és una sèrie de Televisió Espanyola emesa a Espanya entre 1971 i 1974 i que narra la vida quotidiana en un poble de Castella. Amb guió de Juan Farias, és la primera sèrie dirigida per Antonio Mercero para TVE.
Narrava la vida quotidiana i els problemes d'un poble de Castella, Puebla Nueva del Rey Sancho, llogaret fictici, ja que en realitat la sèrie va ser gravada en Santorcaz, prop de Madrid. Els principals personatges eren l'alcalde, el capellà, el cap de la Guàrdia Civil i el mestre; altres personatges també protagonistes eren l'agutzil, el carter, el conductor de l'autobús, la boticària i els nens de l'escola.
La sèrie va començar a emetre's el 1971 i va romandre tres anys en antena amb gran èxit.

## Premis
- Antena de Oro 1971.[4]
- Premi Ondas (1972)[5]
- TP d'Or (1972).[6]

## Intèrprets i personatges[7]
- Emilio Rodríguez, D. Antonio, el mestre.
- Fernando Cebrián, D. Pedro, l'alcalde.
- Antonio Mercero, D. Feliciano, el capellà (cap. 2)
- Francisco Vidal, D. Marcelino, el capellà (des del cap. 3)
- María Nevado, Marta, la boticària i regidora, després esposa de l'alcalde.
- Juan Amigo, Tomas, Caporal de la Guàrdia Civil.
- Jesús Guzmán, Braulio, el cartero.
- Antonio P. Costafreda, Goyo, l'agutzil
- Jacinto Martín, Joaquín, l'amo del bar.
- Rafael Hernández, Dionisio, el conductor d'autobús.
- Tito García, Benito, comerciant en vins, cunyat de Joaquín, i després de la seva mort amo del bar.
- Xan das Bolas, Camilo, pastor i escombriaire
- Paco Marsó, D. Francisco, Metge. (cap. 4, 9, 10 i 12)
- Arturo López, D. Cipriano, Metge. (cap. 6 i 19)
- Francisco Javier Martín “Blaki”, en els primers capítols secretari de l'Ajuntament

i els nens
- Emilio Garcia, Juanito, fill de Dionisio
- Pablo Miyar, Manolo
- Jose M. Aguado, Angelito
- Esther Dobarro, Maria